# Sergei Fjodorowitsch Platonow

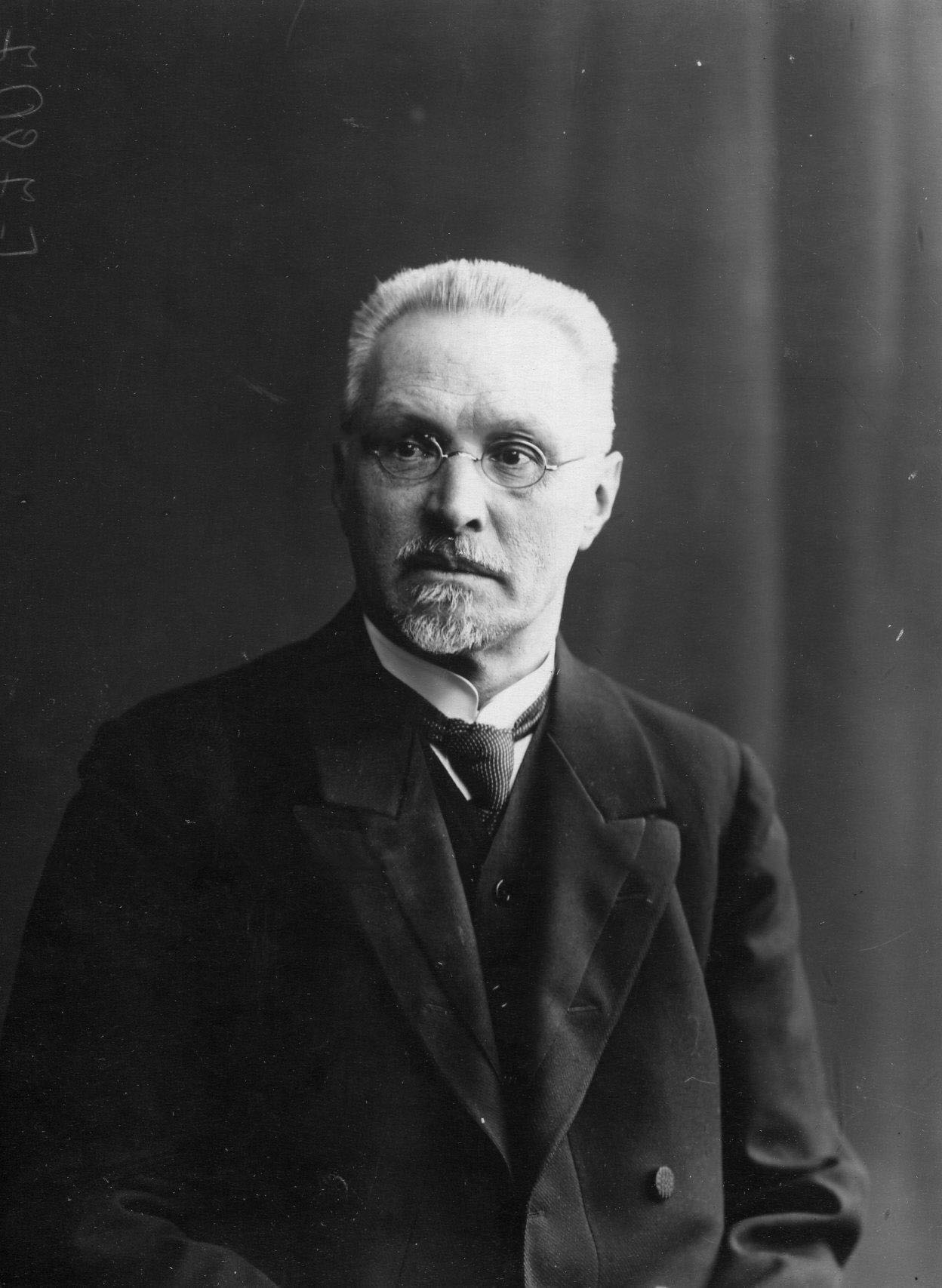
Sergei F. Platonow

Sergei Fjodorowitsch Platonow (russisch Сергей Фёдорович Платонов; wiss. Transliteration Sergej Fëdorovič Platonov; geb. am 28. Juni 1860 in Tschernigow, Russisches Kaiserreich; gest. am 10. Januar 1933 in Samara (Kuibyschew), Russland, UdSSR) war ein russischer Geschichtsforscher, der die offizielle St. Petersburger Schule der kaiserlichen Geschichtsschreibung vor und nach der russischen Revolution anführte.

## Leben und Werk
Sergei Fjodorowitsch Platonow wurde am 28. Juni 1860 in Tschernigow (Tschernihiw) geboren. Nachdem er 1882 an der Universität St. Petersburg graduiert hatte, besetzte Platonow verschiedene akademische Stellen an dieser Institution und anderswo. Er war von 1890 bis 1926 Professor in Moskau. 1920 wurde er Mitglied der Akademie der Wissenschaften der U.S.S.S.R. in Leningrad. Sein großer Arbeitsschwerpunkt war die Zeit der Wirren (russ. смутное время), womit in der Geschichte Russlands die Zeit zwischen dem Ende der Rurikiden-Dynastie mit dem Tod Fjodor I. im Jahr 1598 und dem Beginn der Romanow-Dynastie mit der Wahl und dem Herrschaftsantritt Michael I. im Jahr 1613 bezeichnet wird.
Der unpolitische Platonow wurde in den späten 1920er Jahren zunehmend von marxistischen Kritikern angegriffen, und im Jahre 1930 wurde er verhaftet, angeklagt und wegen einer frei erfundenen Teilnahme an einer Verschwörung zur Wiederherstellung der Monarchie verurteilt. Er wurde nach Samara (Kuibyschew) verbannt, wo er am 10. Januar 1933 starb, „der wissenschaftlichen Arbeit entrissen“.
Platonows Forschungen galten besonders der mittleren Geschichte Russlands, wobei angemerkt wurde: „er berücksichtigt zumal die politische Entwicklung“.

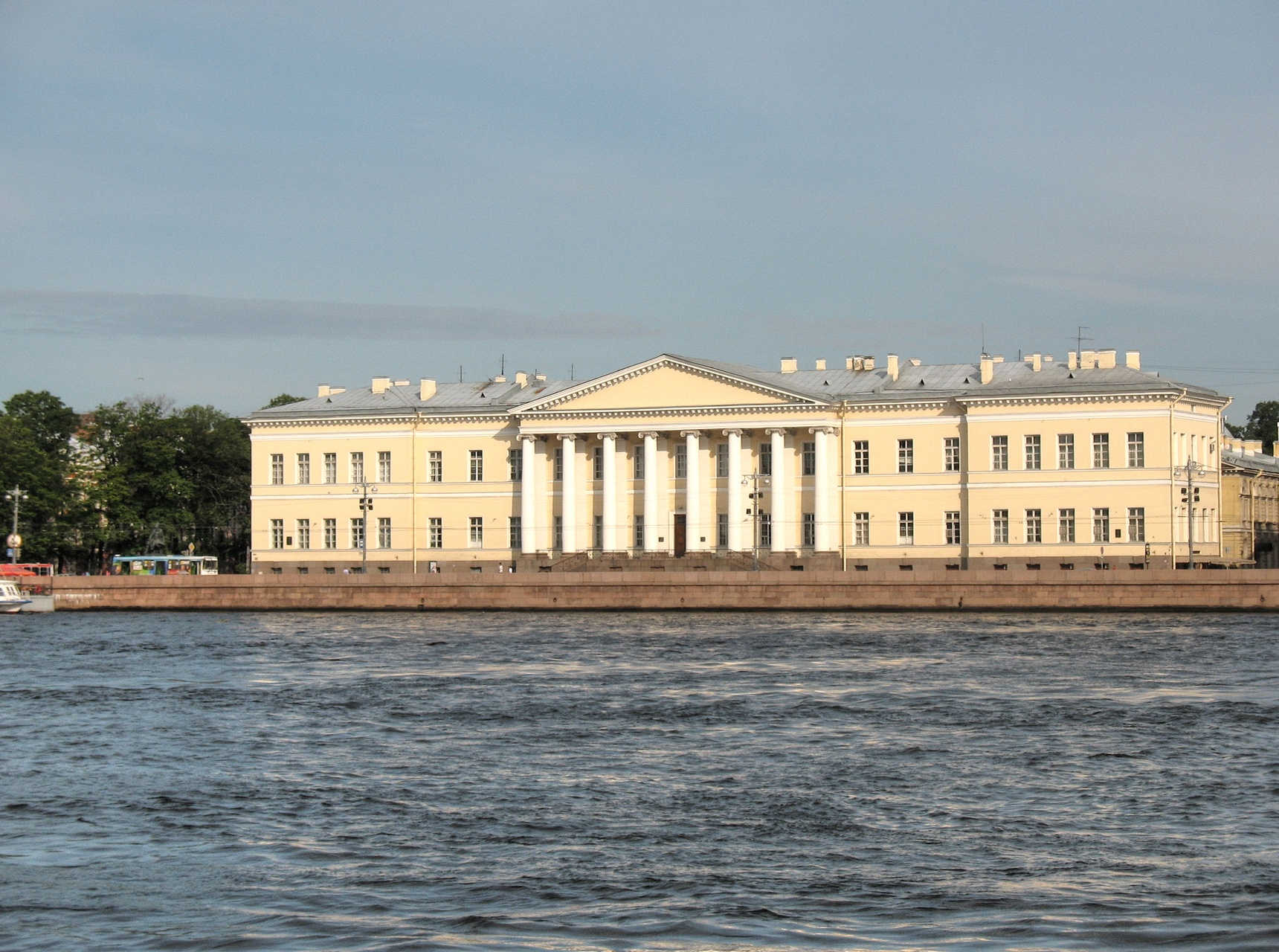
Fassade der Akademie der Wissenschaften der UdSSR, heute die St. Petersburger Filiale der Russischen Akademie der Wissenschaften

Zu seinen Hauptwerken zählen Essays über die Geschichte der Wirren im Moskauer Staat des 16.–17. Jahrhunderts (1899), Vorlesungen zur russischen Geschichte (1899, 10. A. 1917), Artikel zur russischen Geschichte (1883–1912, 2 Bde.; 1912), Boris Godunow (1921), Iwan der Schreckliche (1923), Moskau und der Westen (1926), Peter der Große (1927). Zur französischen, breit angelegten Histoire du monde (Hrsg. E. Cavaignac) lieferte er Beiträge für zwei Bände: La Russie chrétienne (in Band 7,1, 1931) und La Russie moscovite (Band 8,4, 1932). Einiger seiner Werke erschienen in den 1920er Jahren im  Obelisk[-Verlag] in Berlin. Viele seiner Schriften wurde in andere Sprachen übersetzt. Eine Ausgabe seiner Gesammelten Werke in 6 Bänden erscheint in Moskau seit 2010.

## Veröffentlichungen
- Древнерусские сказания и повести о Смутном времени как исторический источник. СПб., 1888 [Alte russische Erzählungen und Geschichten über die Zeit der Wirren als historische Quelle. SPb., 1888]
- Очерки по истории смуты в Московском государстве XVI-XVII вв.: Опыт изучения общественного строя и сословных отношений в Смутное время. СПб., 1899 [Essays über die Geschichte der Wirren im Moskauer Staat des 16.-17. Jahrhunderts: Die Erfahrung des Studiums des sozialen Systems und der Klassenverhältnisse in der Zeit der Wirren. SPb., 1899]; 3. Auflage 1910
- Лекции по русской истории. СПб., 1899 [Vorlesungen zur russischen Geschichte. SPb., 1899]; 10. Aufl. 1917 *
- Борис Годунов. Пг., 1921 [Boris Godunov. Petrograd 1921]
- Иван Грозный. Пг., 1923 [Iwan der Schreckliche. Petrograd 1923]
- Прошлое русского севера: Очерки по истории колонизации Поморья. Пг., 1923 [Die Vergangenheit des russischen Nordens: Aufsätze zur Geschichte der Kolonialisierung Pommerns. Petrograd 1923]
- Москва и Запад в XVI-XVII веках. Л., 1926 [Moskau und der Westen im 16.-17. Jahrhundert. Leningrad 1926]
- Peter der Große (1926) (russ.)
- Академик С.Ф. Платонов: Переписка с историками: В 2 т. М., 2003-2011. Т. 1-2 [Akademiker S.F. Platonow: Korrespondenz mit Historikern: In 2 Tonnen. M., 2003-2011. Bd. 1-2]
- Собрание сочинений в 6 томах. М., 2010- (продолжающееся издание) [Gesammelte Werke in 6 Bänden. M., 2010 ff. (Fortsetzung)] Digitalisat Bd. 1
- Lehrbuch der russischen Geschichte (1901, n. Ausg. 1924/25) (erschien in dt. Übers. unter dem Titel Geschichte Russlands vom Beginn bis zur Jetztzeit. Herausgegeben von Friedrich Braun. Schlusskapitel von Otto Hoetzsch. Leipzig 1927 Digitalisat)
- Platonow, Sergej F.: Geschichte Russlands vom Beginn bis zur Jetztzeit. Hrsg. von Friedrich Braun. Schlusskapitel von Otto Hoetzsch. [Aus d. Russ. übertr. von Arthur Luther (bis einschl. Kapitel 6) u. Elisabeth Meyer (Einleitg u. Kapitel 7-12). Leipzig : Quelle & Meyer, 1927 [Ausg. 1926], Russkaja istorija
- Beiträge in zwei Bänden der Histoire du monde (E. Cavaignac, Hrsg.):

7,1 Le Monde musulman et byzantin jusqu'aux croisades / Maurice Gaudefroy-Demombynes (Professor an der École des Langues Orientales) und La Russie chrétienne / Sergej F. Platonov (Mitglied der Russischen Akademie der Wissenschaften). 1931 Digitalisat
8,4 La Russie moscovite. Sergej Fedorovič Platonov (Mitglied der Russischen Akademie der Wissenschaften). 1932 Digitalisat
- History of Russia (1925), New York, Macmillan.
- The Time of Troubles: A Historical Study of the Internal Crises and Social Struggle in Sixteenth- and Seventeenth-Century Muscovy(1970), Lawrence, University Press of Kansas.
- Moscow and the West, (1972), Hattiesburg, Academic International.
- Boris Godunov, Tsar of Russia, (1973) with an introductory essay. Gulf Breeze, Florida, Academic International Press (includes 'S.F. Platonov: Eminence and Obscurity' an introductory essay by John T. Alexander)
- Ivan the Terrible, (1974), Gulf Breeze, Florida, Academic International Press.
- S.F. Platonov: Das alte Russland, Petrograd, 1920 (russ.)
- Prošloe Russkogo Severa : Očerki po istorii kolonizacii Pomor'ja : Berlin, 1924
- Platonov, S. F.: Uchebnik russkoi istorii dlia srednei shkoly: kurs sistematicheskii v dvukh chastiakh s prilozheniem vos'mi kart [A textbook in Russian history for intermediate school: a systematic course in two parts with eight maps]. Tipo-litografiia Russkoi Dukhovnoi Missii, Beijing, 1919
- Platonov - Platonow, S[ergej] F[edorowitsch]: Smutnoe Wremja. Den Haag, Europe Printing, 1965
- Platonov, S. F.: Sachmatov, M. V.: Social'nyj krizis smutnogo vremeni. The Hague, Europe - Printing, 1967 (Nachdruck der Ausgabe/Reprint of the edition Leningrad 1924), (Russian - Reprint 34)
- Pisʹma S.F. Platonova : 1883-1930 / Platonov, Sergej Fedorovič ; Šmidt, Sigurd O. (Hrsg.); Buchert, Vladimir G. (Hrsg.). Institut slavjanovedenija. Rossijskaja akademija nauk / Archeografičeskaja komissija. Moskva : Nauka, 2003